# Regionalwahl in den Marken 1980
Die Regionalwahl in den Marken 1980 fand am 8. und 9. Juni statt.

## Wahlergebnis
| Listen            | Listen                                        | Stimmen   | %    | Mandate |
| ----------------- | --------------------------------------------- | --------- | ---- | ------- |
|                   | Partito Comunista Italiano                    | 355.444   | 37,2 | 15      |
|                   | Democrazia Cristiana                          | 354.478   | 37,1 | 16      |
|                   | Partito Socialista Italiano                   | 95.989    | 10,1 | 4       |
|                   | Partito Socialista Democratico Italiano       | 42.770    | 4,5  | 1       |
|                   | Movimento Sociale Italiano – Destra Nazionale | 41.182    | 4,3  | 1       |
|                   | Partito Repubblicano Italiano                 | 36.274    | 3,8  | 1       |
|                   | Partito di Unità Proletaria per il Comunismo  | 14.564    | 1,5  | 1       |
|                   | Partito Liberale Italiano                     | 13.660    | 1,4  | 1       |
|                   | Partito Operaio Europeo                       | 541       | 0,1  | –       |
| Gesamt            | Gesamt                                        | 954.902   | 100  | 40      |
|                   |                                               |           |      |         |
| Ungültige Stimmen | Ungültige Stimmen                             | 62.890    | 6,2  |         |
| Wähler            | Wähler                                        | 1.017.792 | 91,6 |         |
| Wahlberechtigte   | Wahlberechtigte                               | 1.111.578 |      |         |